# Річард Томпсон (легкоатлет)
Рі́чард То́мпсон  (англ. Richard Thompson, 7 червня 1985) — тринідадський легкоатлет, олімпійський медаліст.

## Виступи на Олімпіадах
| Олімпіада   | Дисципліна              | Місце |
| ----------- | ----------------------- | ----- |
| Пекін 2008  | біг на 100 метрів       | 2     |
| Пекін 2008  | естафета 4 x 100 метрів | 2     |
| Лондон 2012 | біг на 100 метрів       | 7     |
| Лондон 2012 | естафета 4 x 100 метрів | 3     |